# Lexique (base de données)
Pour les articles homonymes, voir Lexique (homonymie).
Lexique (ou Lexique 3) est une base de données sur le vocabulaire de la langue française listant présentement 135 000 mots français ainsi que de nombreux aspects intralexicaux tels que les représentations orthographiques et phonémiques, la syllabation, la catégorie grammaticale, le genre et le nombre, les fréquences, les lemmes associés, etc. La base de données est en accès public et sous licence libre. Un manuel à destination des linguistes et du public en décrit les propriétés. La base Lexique est fondée sur l'analyse de textes écrits et des dialogues de films (New et al. 2007)
L'approche par utilisation de dialogues de films utilisée pour amender Lexique a par la suite été étendue par Brysbaert (Université de Gand, Belgique). Aussi, une poignée d'études dites SUBTLEX fournissent à présent d'appréciables données lexicales et fréquentielles pour l'anglais américain (Brysbaert et New 2009; Brysbaert, New et Keuleers 2012), le hollandais (Keuleers et New 2010), le chinois (Cai et Brysbaert 2010), l'espagnol (Cuetos et al. 2011), le grec (Dimitropoulou et al. 2010.), le vietnamien (Pham, Bolger et Baayen 2011), l'allemand.